# YSIV
YSIV, acronimo di Young Sinatra IV, è il quarto album del rapper statunitense Logic, pubblicato nel 2018 da Visionary e Def Jam.
Su Metacritic ottiene un punteggio pari a 71/100 basato su 6 recensioni. L'album debutta in seconda posizione negli Stati Uniti, vendendo 167.000 copie (122.000 delle quali in copie fisiche).
Nella title track, Logic campiona Life's a Bitch di Nas ed AZ.
| Recensione    | Giudizio |
| ------------- | -------- |
| AllMusic      | [ 1 ]    |
| HipHopDX      | [ 4 ]    |
| Pitchfork     | [ 5 ]    |
| Rolling Stone | [ 6 ]    |
| Exclaim!      | [ 7 ]    |
| XXL           | [ 8 ]    |

## Tracce
1. Thank You (featuring Lucy Rose & The RattPack) – 7:10 (Sir Robert Hall II, Corinne Bailey Rae, Paris Strother, Darrell Alston, Lucy Rose Parton, Tobias Breuer, Amber Strother) – Vontae Thomas, Rascal
2. Everybody Dies – 4:10 (Hall II, Arjun Ivatury, Khalil Abdul-Rahman, Tim Gomringer, Kevin Gomringer) – 6ix, Cubeatz
3. The Return – 4:12 (Hall II, Ivatury, Dimitri Tiomkin, Ned Washington) – 6ix
4. The Glorious Five – 3:36 (Hall II, Ivatury, Matthew Crabtree) – 6ix, Matthew Crabtree
5. One Day (featuring Ryan Tedder) – 3:18 (Hall II, Ivatury, Ryan Tedder, Kevin Randolph, Zach Skelton) – 6ix, Ryan Tedder
6. Wu Tang Forever (featuring Ghostface Killah, Raekwon, RZA, Method Man, Inspectah Deck, Cappadonna, Jackpot Scotty Wotty, U-God, Masta Killa & GZA) – 8:07 (Hall II, Ivatury, Russell Jones, Jason Hunter, Robert Diggs, Corey Woods, Dennis Coles, Darryl Hill, Caleb Armstrong, Brian Alexander Morgan, Elgin Turner, Lamont Hawkins, Ray Anthony Smith, Scott Watt, Joshua Portillo, Gary Grice, Clifford Smith) – 6ix, NAZ.
7. 100 Miles and Running (featuring Wale & John Lindahl) – 5:53 (Hall II, Jeremiah Lordan, John Dombek Lindahl, Olubowale Akintimehin) – 6ix, Logic
8. Ordinary Day (featuring Hailee Steinfeld) – 3:08 (Hall II, Ivatury, Hailee Steinfeld, Nick Lubbersen) – 6ix
9. YSIV – 6:09 (Hall II, Ivatury, Nasir Jones, Olu Dara, Melvin Dinkins, Oliver A. Scott, Anthony S. Cruz, Kier Gist, Thomas Wlodaryck, Ronnie James Wilson) – 6ix
10. Street Dreams II – 4:26 (Hall II, Ivatury) – 6ix
11. The Adventures of Stoney Bob (featuring Kajo, Slaydro & Big Lenbo) – 4:20 (Hall II, Ivatury, Barrington Levy, Arkae Tuazon, Frank Umana-Soto, Leon Ressalam) – 6ix, Kajo
12. Legacy – 5:51 (Hall II, Portillo, Jamahal Osley) – NAZ., Sunny Norway
13. Iconic (featuring Jaden Smith) – 4:58 (Hall II, Ivatury, Melvin Lewis) – NAZ., Sunny Norway
14. Last Call – 10:45 (Hall II, Ivatury, Isaiah Elwell) – 6ix, Izaiah

## Classifiche settimanali
| Classifica (2018) | Posizione massima |
| ----------------- | ----------------- |
| Belgio (Fiandre)  | 38                |
| Norvegia          | 12                |
| Nuova Zelanda     | 13                |
| Paesi Bassi       | 17                |
| Stati Uniti       | 2                 |
| Svezia            | 24                |